# Мајко (албум)
Мајко је једанаести студијски албум фолк певачице Снеки Бабић, издат 1999. године за Зам. Једну песму Срце гори јер те воли је прва отпевала и написала Силвана Арменулић, а на албуму су такође радили Предраг Живковић Тозовац и Хашим Кучук Хоки.

## Списак песама
| №   | Назив                   | Текст                             | Музика                      | Трајање |  |
| 1.  | Мајко                   | Звонимир Стипичић                 | Матко Јелавић               |         |  |
| 2.  | Нећу                    | Миодраг Ж. Илић, Снеки Бабић      | /                           |         |  |
| 3.  | Коме си продао душу     | Звонимир Стипичић                 | Матко Јелавић               |         |  |
| 4.  | Грли ме, љуби ме        | Милан Ристић                      | Милан Ристић                |         |  |
| 5.  | Лудујем за тобом        | Панта Радивојевић                 | Миодраг Тодоровић Крњевац   |         |  |
| 6.  | Жика                    | Душан Симовић (композитор), Снеки | /                           |         |  |
| 7.  | Црне очи                | Звонимир Стипичић                 | Матко Јелавић               |         |  |
| 8.  | Срце гори јер те воли   | Силвана Арменулић                 | Миладин Ристић - Лари Нанос |         |  |
| 9.  | Ране моје               | Аксентије Шошкић                  | Аксентије Шошкић            |         |  |
| 10. | Сама сам                | Радмила Поповић                   | Хашим Кучук Хоки            |         |  |
| 11. | Циганине свирај, свирај | Предраг Живковић Тозовац          | Предраг Живковић Тозовац    |         |  |